# Понтекози (Лука)
Понтекози је насеље у Италији у округу Лука, региону Тоскана.
Према процени из 2011. у насељу је живело 230 становника. Насеље се налази на надморској висини од 342 м.